# América Abaroa Zamora
América Abaroa Zamora (Colima, Colima, 11 de mayo de 1933-28 de diciembre de 2019) fue una política y activista mexicana de izquierda, fue diputada federal de 1979 a 1982.

## Biografía
Realizó sus estudios básicos en Colima y fue contadora pública egresada de la Universidad Autónoma del Estado de México (UAEM).
Fue diputada federal en la LI Legislatura por la vía de la representación proporcional postulada por el entonces Partido Socialista de los Trabajadores —que años después pasaría a ser el Partido del Frente Cardenista de Reconstrucción Nacional—, siendo la primera mujer elegida diputada por dicho partido.
Encabezó la lucha social en las colonias populares del municipio de Naucalpan de Juárez, estado de México, donde se desempeñó como presidenta del consejo ejecutivo de la Unión de Colonias Populares de Naucalpan, A. C., logrando importantes reivindicaciones sociales para sus agremiados.
Sus hijos, Enrique Armando Salazar Abaroa y Miguel Salazar Abaroa, también ha deserrollado carreras políticas propias.